# Poligrafia (libro)
Polygraphia è un'opera crittografica scritta dall'abate benedettino, esoterista e storico tedesco Giovanni Tritemio e pubblicata nel 1518, dedicata alla tecnica della stenografia.
Il titolo completo è Polygraphiae libri sex, Ioannis Trithemii abbatis Peapolitani, quondam Spanheimensis, ad Maximilianum Caesarem. ("Sei libri di poligrafia, di Johannes Trithemius, abate di Würzburg e già a Spanheim, per l'imperatore Massimiliano").
È la fonte più antica che attesti l'utilizzo dell'alfabeto tebano, divenuto noto come alfabeto delle streghe in seguito al movimento neopagano della wicca.

## Struttura
È composto da sei libri e una clavis (chiave):
- Il libro I contiene più di 384 alfabeti diversi, chiamati dall'autore minutiae, e composti da 24 lettere: ogni lettera corrisponde ad una parola latina facente riferimento al lessico della liturgia e del mondo cristiano, con un totale di circa 9.126 parole diverse. Questo primo sistema e è noto come Codice dell'Ave Maria (in latino, Cifra Ave Maria), che utilizza per lo più solo una piccola parte dei primi alfabeti.
- Il libro II contiene 308 ulteriori alfabeti, sempre su base latina, e sono presenti altre 7.392 parole sempre provenienti dal campo semantico della religione.
- Il libro III contiene 132 alfabeti disposti in tre colonne contenenti 3.168 dizioni della "lingua universale" dove ogni lettera corrisponde ad una parola invertita ma anche in grado di esprimere i numeri da 1 a 10 (la numerazione sarebbe la seguente: abra, abre, abri, abru, abras, abres, abris, abros e abrus).

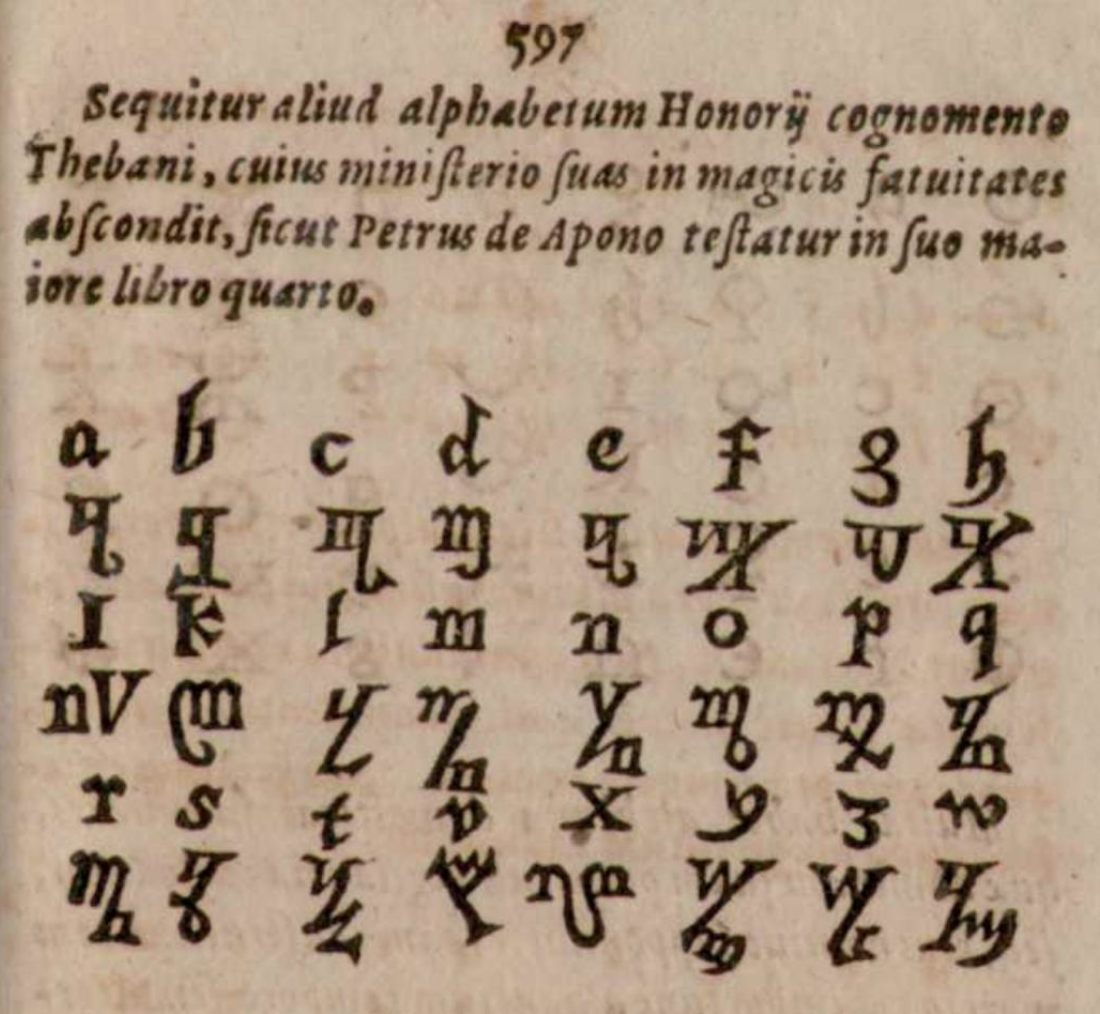
Esempio di alfabeto.

- Il libro IV mostra 2.880 dizioni inventate in 120 alfabeti diversi. Per decodificare la scritta bisogna estrarre la seconda lettera da ogni parola.
- Il Libro V riproduce due tavole hash canoniche, una diretta con 80 alfabeti e l'altra invertita con 98 alfabeti, permettendo infinite permutazioni, alle quali dodici "ruote planisferiche" comprendenti ciascuna sei categorie di 24 numeri abbinati alle 24 lettere e permettendo così di elaborare una grande numero di messaggi cifrati.
- Il libro VI è una raccolta di alfabeti antichi (in parte presunti), tra cui germanico-francone, etiope, normanno, magico e alchemico.

L'opera si conclude con alfabeti d'invenzione dell'autore come il "tetragramaticus" formato da 4 caratteri che si diversificano in 24 lettere e l'"enagramaticus" di 9 caratteri e 28 lettere, da cui fornisce esempi di scritture che appartengono a quella che sembra essere una lingua naturale.

## Rapporto conSteganographia
Secondo alcuni studiosi i due libri Stenografia e Polygraphia non sono che due parti di un'unica opera: il primo è di carattere metafisico e alquanto teoretico (contiene anche un trattato di angelologia con i nomi e le gerarchie riportati nel corso dell'opera), mentre il secondo è di natura più pratica e destinato alla codificazione dei messaggi.